# Graham County (North Carolina)
Graham County ist ein County im Bundesstaat North Carolina der Vereinigten Staaten. Der Verwaltungssitz (County Seat) ist Robbinsville.

## Geographie
Das County liegt fast im äußersten Westen von North Carolina, grenzt an Tennessee, ist im Süden etwa 40 km von Georgia entfernt und hat eine Fläche von 781 Quadratkilometern, wovon 25 Quadratkilometer Wasserfläche sind. Es grenzt im Uhrzeigersinn an folgende Countys: Swain County, Macon County und Cherokee County.
Graham County ist in drei Townships aufgeteilt: Cheoah, Stecoah und Yellow Creek.

## Geschichte
Graham County wurde am 30. Januar 1872 aus Teilen des Cherokee County gebildet. Benannt wurde es nach William Alexander Graham, einem Gouverneur und US-Senator.

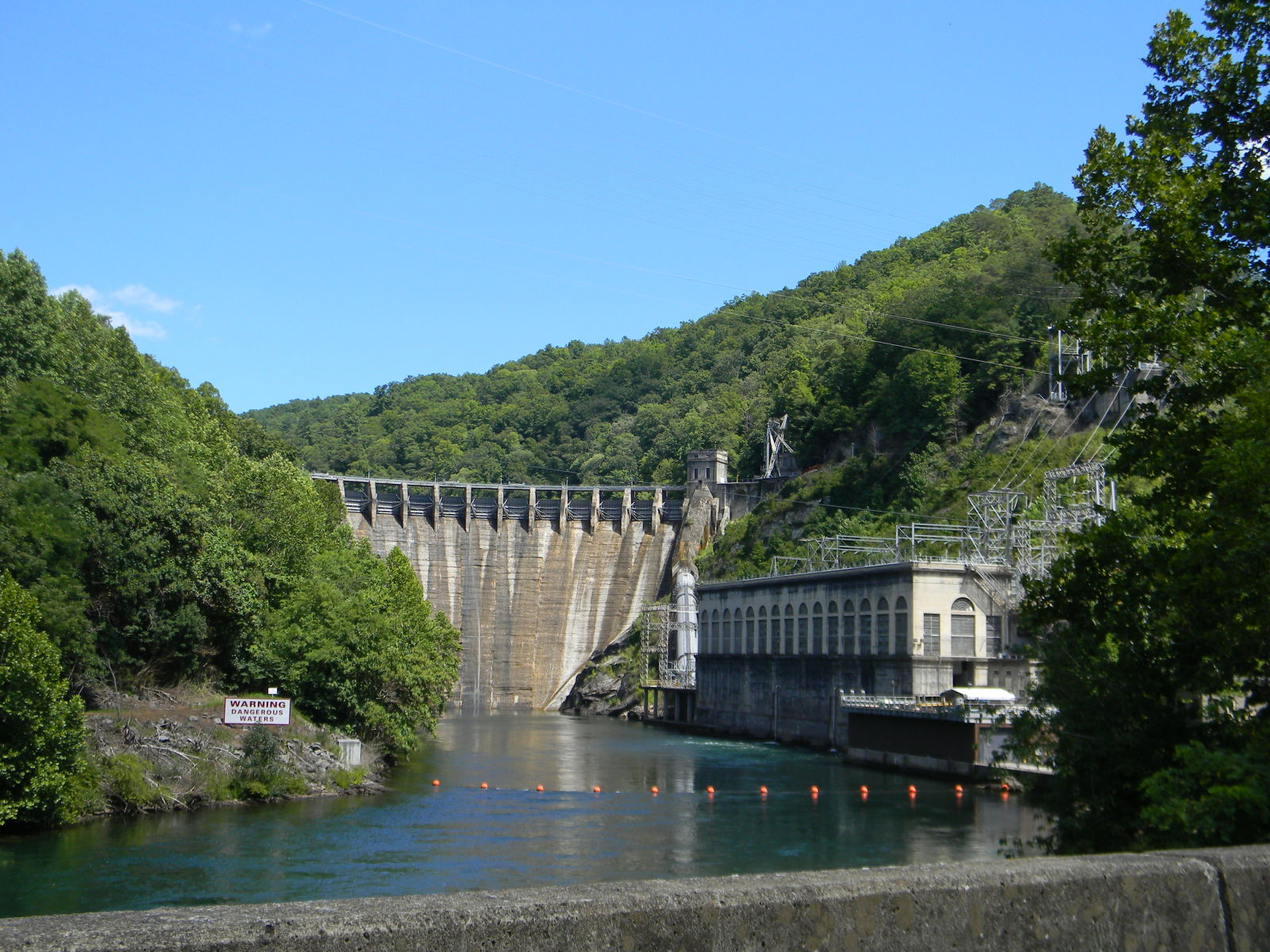
Das Cheoah Hydroelectric Development (2016) ist einer von sechs Einträgen des Countys im National Register of Historic Places.

Sechs Bauwerke und Stätten des Countys sind insgesamt im National Register of Historic Places eingetragen (Stand 2. März 2018).

## Demografische Daten
Nach der Volkszählung im Jahr 2000 lebten im Graham County 7993 Menschen in 3354 Haushalten und 2411 Familien. Die Bevölkerungsdichte betrug 11 Einwohner pro Quadratkilometer. Ethnisch betrachtet setzte sich die Bevölkerung zusammen aus 91,91 Prozent Weißen, 0,19 Prozent Afroamerikanern, 6,84 Prozent amerikanischen Ureinwohnern, 0,16 Prozent Asiaten, 0,01 Prozent Bewohnern aus dem pazifischen Inselraum und 0,13 Prozent aus anderen ethnischen Gruppen; 0,76 Prozent stammten von zwei oder mehr Ethnien ab. 0,75 Prozent der Bevölkerung waren spanischer oder lateinamerikanischer Abstammung.
Von den 3354 Haushalten hatten 27,1 Prozent Kinder unter 18 Jahren, die bei ihnen lebten. 60,8 Prozent davon waren verheiratete, zusammenlebende Paare, 8,4 Prozent waren allein erziehende Mütter und 28,1 Prozent waren keine Familien. 26,0 Prozent waren Singlehaushalte und in 12,3 Prozent lebten Menschen mit 65 Jahren oder älter. Die Durchschnittshaushaltsgröße betrug 2,35 und die durchschnittliche Familiengröße war 2,82 Personen.
22,0 Prozent der Bevölkerung waren unter 18 Jahre alt. 7,3 Prozent zwischen 18 und 24 Jahre, 25,2 Prozent zwischen 25 und 44 Jahre, 27,5 Prozent zwischen 45 und 64, und 18,0 Prozent waren 65 Jahre alt oder Älter. Das Durchschnittsalter betrug 42 Jahre. Auf alle weibliche Personen kamen 95,3 männliche Personen. Auf alle Frauen im Alter von 18 Jahren oder darüber kamen 92,6 Männer.
Das jährliche Durchschnittseinkommen eines Haushalts betrug 26.645 $ und das jährliche Durchschnittseinkommen einer Familie betrug 32.750 $. Männer hatten ein durchschnittliches Einkommen von 24.207 $ gegenüber den Frauen mit 18.668 $. Das Prokopfeinkommen betrug 14.237 $. 19,5 Prozent der Bevölkerung und 14,4 Prozent der Familien lebten unterhalb der Armutsgrenze. 24,3 Prozent von ihnen sind Kinder und Jugendliche unter 18 Jahre und 20,4 Prozent sind 65 Jahre oder älter.